# Peak-Charles-Nationalpark
Der Peak-Charles-Nationalpark liegt in den Great Western Woodlands und ist ein 400 Quadratkilometer großer Nationalpark im Süden von Western Australia, Australien.

## Lage
Der Park liegt 140 Kilometer nordwestlich von Esperance und 110 Kilometer südwestlich von Norseman. Er ist über unbefestigte Pisten vom Coolgardie-Esperance Highway erreichbar. Die Straße zum Campingplatz im Park ist mit normalen Fahrzeugen befahrbar, für alle anderen Tracks im Park benötigt man ein Allradfahrzeug.

## Park
Das Zentrum des Parks bildet der 651 m hohe Peak Charles. Ebenso wie sein Nachbar, der 501 m hohe Peak Eleanora, besteht er aus feinem, orangefarbenem Granit. Zusammen erheben sie sich aus einem Gebiet mit trockenem Waldland, heidebewachsenen Sandebenen und einem System von Salzseen.

## Klettern
Bekannt ist der Peak Charles vor allem bei Kletterern. Das Datum der Erstbesteigung ist unbekannt. Die ersten Routen wurden in den 1960er Jahren begangen, und seit den 1980er Jahren wurde das Gebiet um den Peak Charles systematisch für Kletterer erschlossen. Momentan (Stand 2009) sind über 200 Routen beschrieben, von sehr einfachen Touren bis hin zu anspruchsvoller Kletterei im neunten Schwierigkeitsgrad (nach UIAA-Skala).